# Voyage à travers l'impossible
Voyage à travers l'impossible é um filme mudo francês de 1904, dirigido por Georges Méliès.
Aparece com os números 641-659 no catálogo da Star Film Company, e os números 660-661 como uma seção suplementar. O filme é listado sob o nome estadunidense "An Impossible Voyage".

## Sinopse
O líder do Instituto de Geografia propõe uma viagem nunca feita antes até o Sol, é iniciado então um grande projeto de como essa viagem deve ser feita, em uma oficina, grandes equipamentos são construídos, como um veículo para percorrer montanhas, um submarino e uma grande caixa para transportar gelo, tudo isso é carregado em um enorme trem. No dia da viagem, os aventureiros se preparam e vão até a estação, dali partem para uma pequena cidade próximo aos Alpes, ao desembarcarem do vagão são recebidos pela população com alegria, logo após embarcam no veículo motorizado e seguem em direção das montanhas, mas sofrem um acidente e são levados às pressas por alpinistas ao hospital. Após se recuperarem embarcam novamente no trem, o enorme comboio vai seguindo pelos Alpes e ao chegar na montanha mais alta vai ganhando força até sair do chão e entrar em órbita com a ajuda de balões acoplados nos vagões, no espaço passam por estrelas e cometas até que se aproximam do Sol que engole o trem de uma vez só. Ao pousar na superfície do Sol o trem fica destruído por completo e os tripulantes estão atordoados com o choque, logo se levantam e verificam o local mas está extremamente quente e eles, exceto um, entram na grande caixa de gelo para se refrescarem , porém ficam muito tempo lá dentro e congelam, o único que não entrou na caixa faz uma fogueira e o gelo é derretido, após isso eles embarcam no submarino e caem do Sol direto na Terra e mergulham no oceano, a viagem segue tranquila, mas de repente a caldeira do submarino começa a pegar fogo e apesar dos tripulantes tentarem apagar com baldes de água o submarino explode e todos são arremessados para fora do mar, os destroços do submarino caem na praia e os viajantes são ajudados pela população. Ao voltarem para a Sociedade Geográfica seu retorno triunfal é comemorado com um grande desfile. E assim termina a viagem mais fantástica já realizada.

## Elenco
- Georges Méliès
- Jeanne d' Alcy

## Significado
Antes desse filme, a maioria dos filmes eram curtas e tudo girava em torno de estimular o sentido visual, uma característica do movimento moderno. Aos poucos, o filme tornou-se um meio utilizado para contar uma história. Méliès 'A viagem impossível (1904) é um exemplo particular do presente. Conta a história de passageiros a embarcar em um trem que os leva em uma aventura para o sol e até mesmo sob o oceano. Com duração de cerca de vinte minutos (muito mais do que outros filmes desta época), o sentido visual é estimulado como sem trilha sonora falada o espectador tem que se concentrar nesse sentido especial sobre o filme a fim de acompanhar a narrativa que se desenrola. O trem é particularmente significativo, o trem foi visto como uma invenção que poderia, literalmente, levá-lo em qualquer lugar, neste momento, e o fato de que este filme usa o comboio para mostrar a aventura é um símbolo das possibilidades de expansão do tempo.

## Na cultura popular
Vídeo musical de 1995 da banda Queen "Heaven for Everyone" contém cenas de A Viagem Impossível, bem como o filme mais conhecido de Méliès Le voyage dans la Lune.

## Galeria

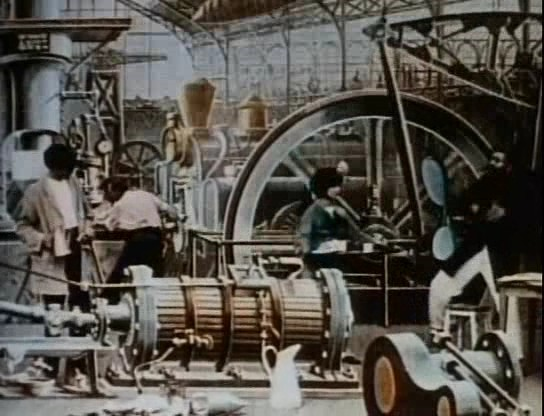
A Oficina
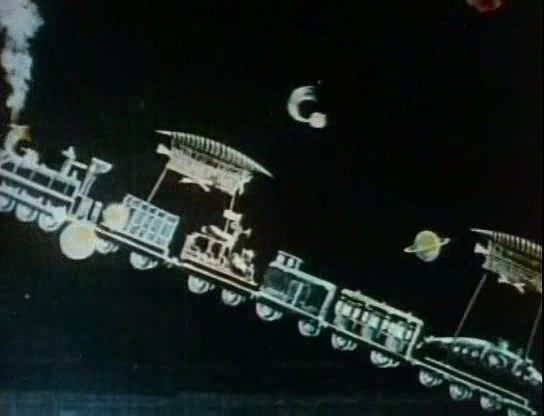
Trem voando pelo céu
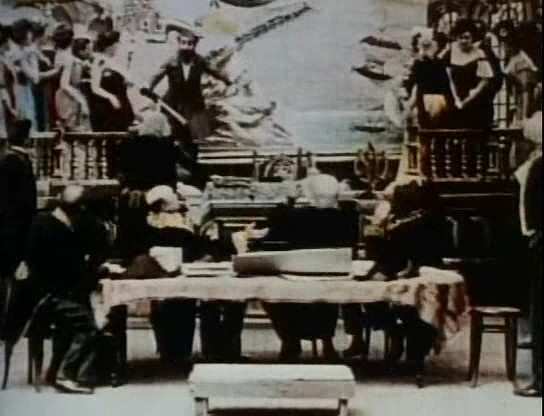
Apresentação do projecto
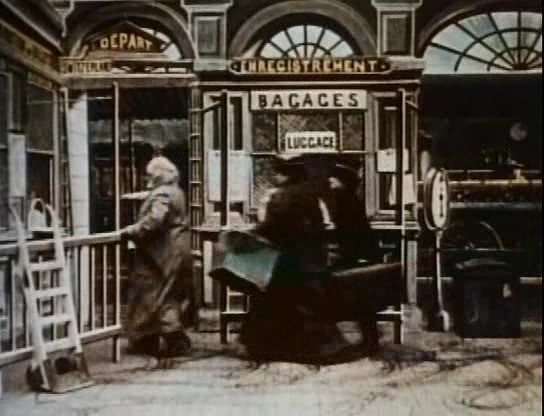
A Bilheteira
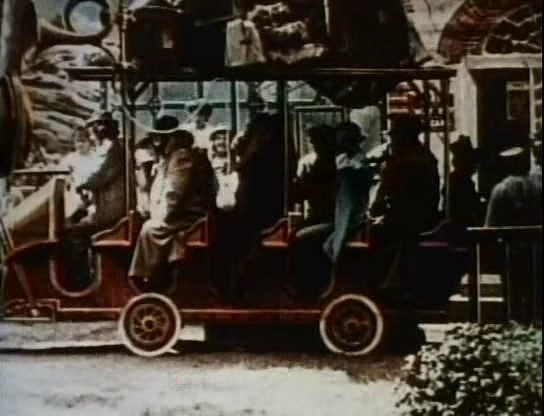
O Carro
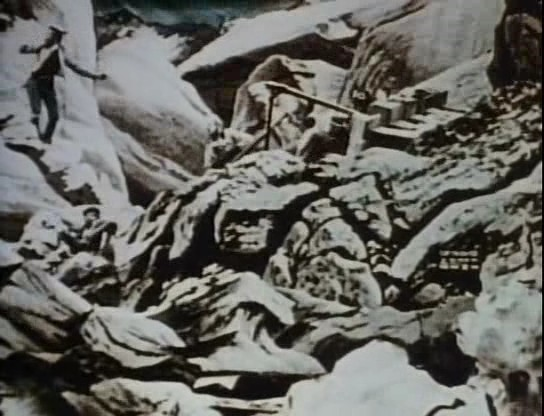
O Acidente
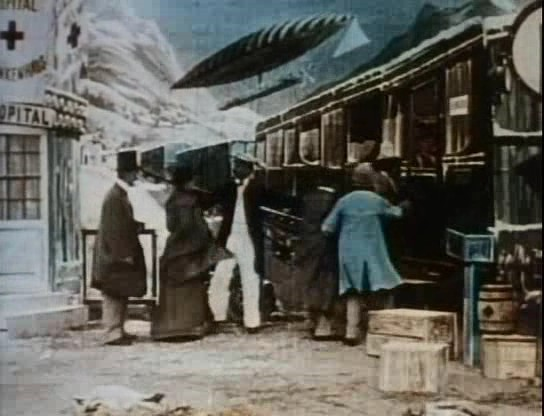
A Partida
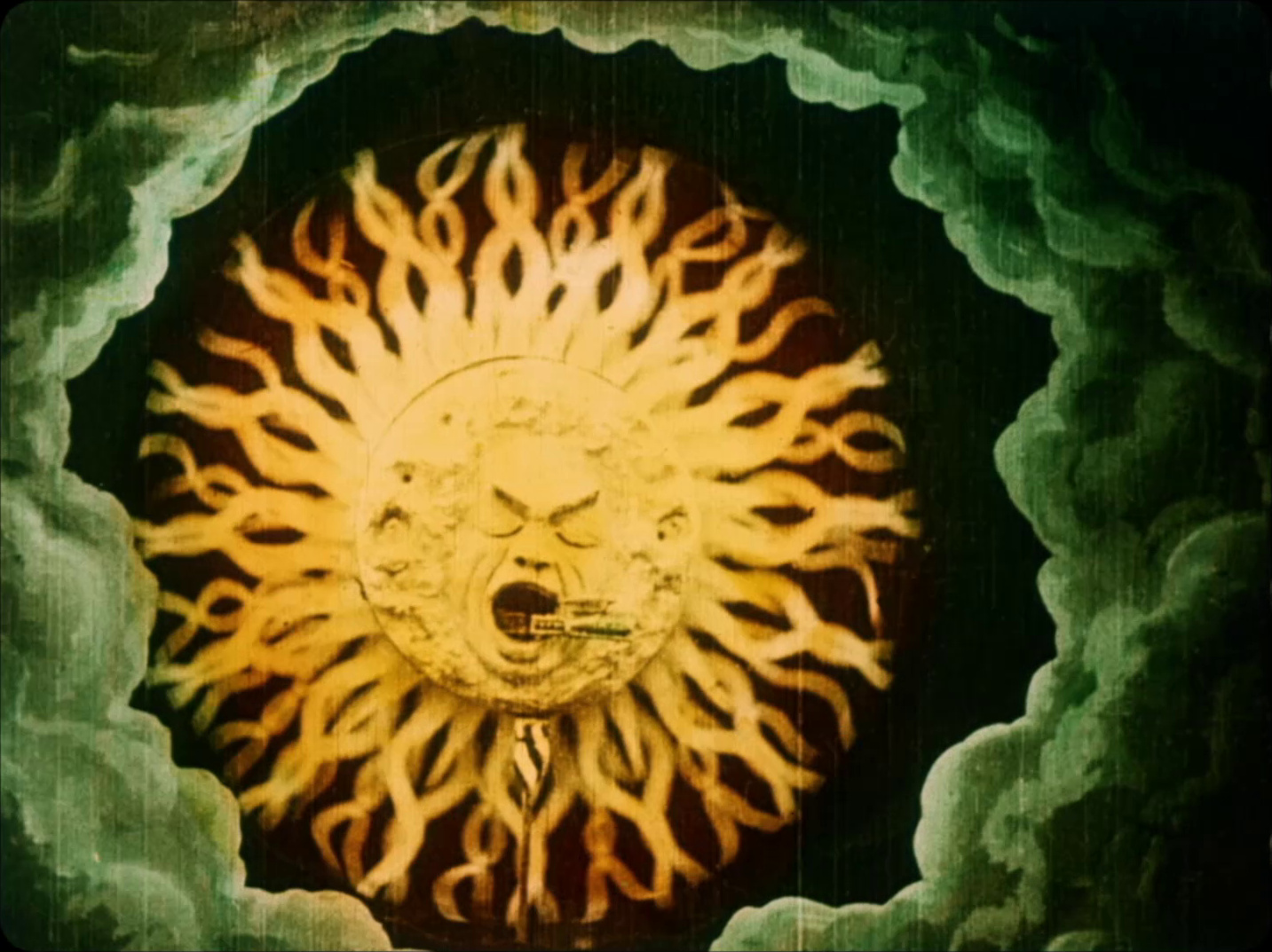
O Trem entrando na boca do Sol
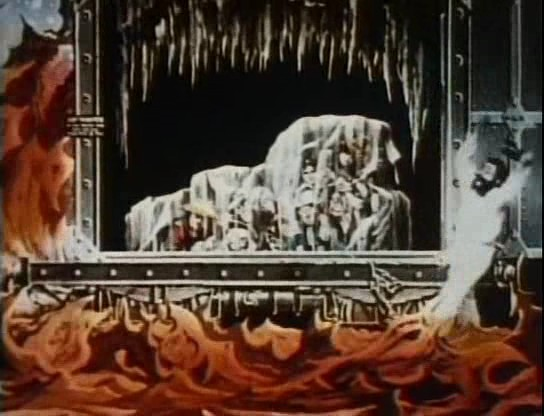
O gelo
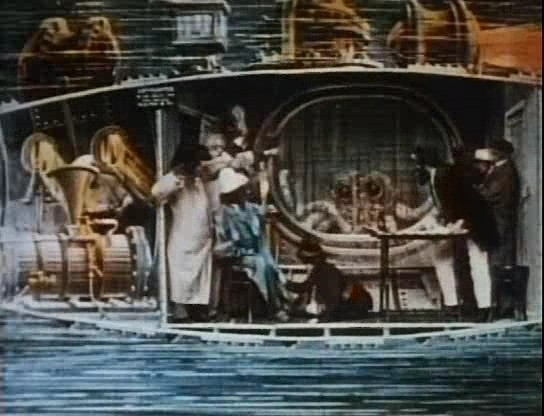
Aparência do polvo
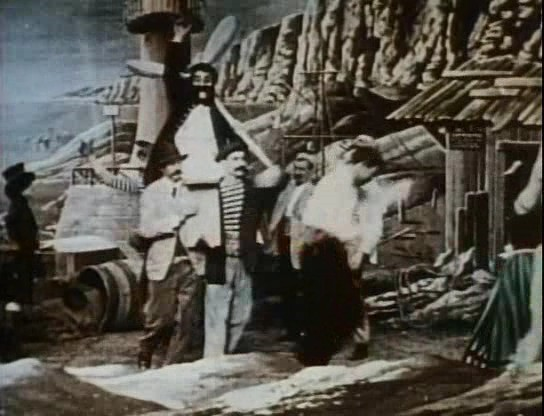
O Regresso
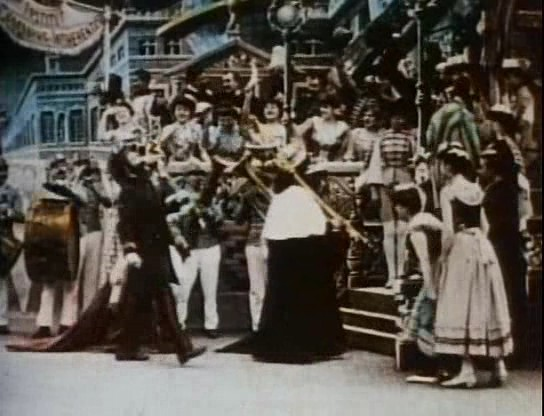
A Chegada